# パウキポディア
パウキポディア (Paucipodia) は、約5億年前のカンブリア紀に生息していた葉足動物の一属。突起物を欠いた単調な姿をもつ、中国雲南省の澄江動物群で見つかった Paucipodia inermis という1種のみ認められる。

## 名称
学名「Paucipodia」はラテン語「paucus」（少数）とギリシャ語「podos」（足）の合成語で、これは記載当初の本属の脚が、葉足動物としては異様に少数の6対のみと誤解釈されたからである。模式種（タイプ種）の種小名「inermis」はラテン語で「非武装・無防備」を意味し、棘や甲皮を欠いた本種の姿に因んでいる。

## 化石
パウキポディアの化石標本は、中国雲南省の古生代カンブリア紀第三期（約5億1,800年前）に当たる堆積累層、すなわち澄江動物群が知られる Maotianshan shaleと海口市馬坊村近くの Anshan section のみから発見される。消化管の内容物が立体的に保存された場合はあるが、その成分は立体内容物の化石において一般的なリン酸塩化由来のものではなく、むしろ白雲母と石英がほとんどで、リン酸塩は1%も満たさない。同じ生息地のミクロディクティオンに似て、パウキポディアの化石標本もエルドニアと共に保存された場合が多い。
パウキポディアの化石標本のうち、Chen et al. 1995 に記載されたものは中国科学院の南京地質古生物研究所（Nanjing Institute of Geology & Palaeontology）、 Hou et al. 2004 に記載されたものは雲南大学の澄江動物群研究機関に所蔵される。

## 形態

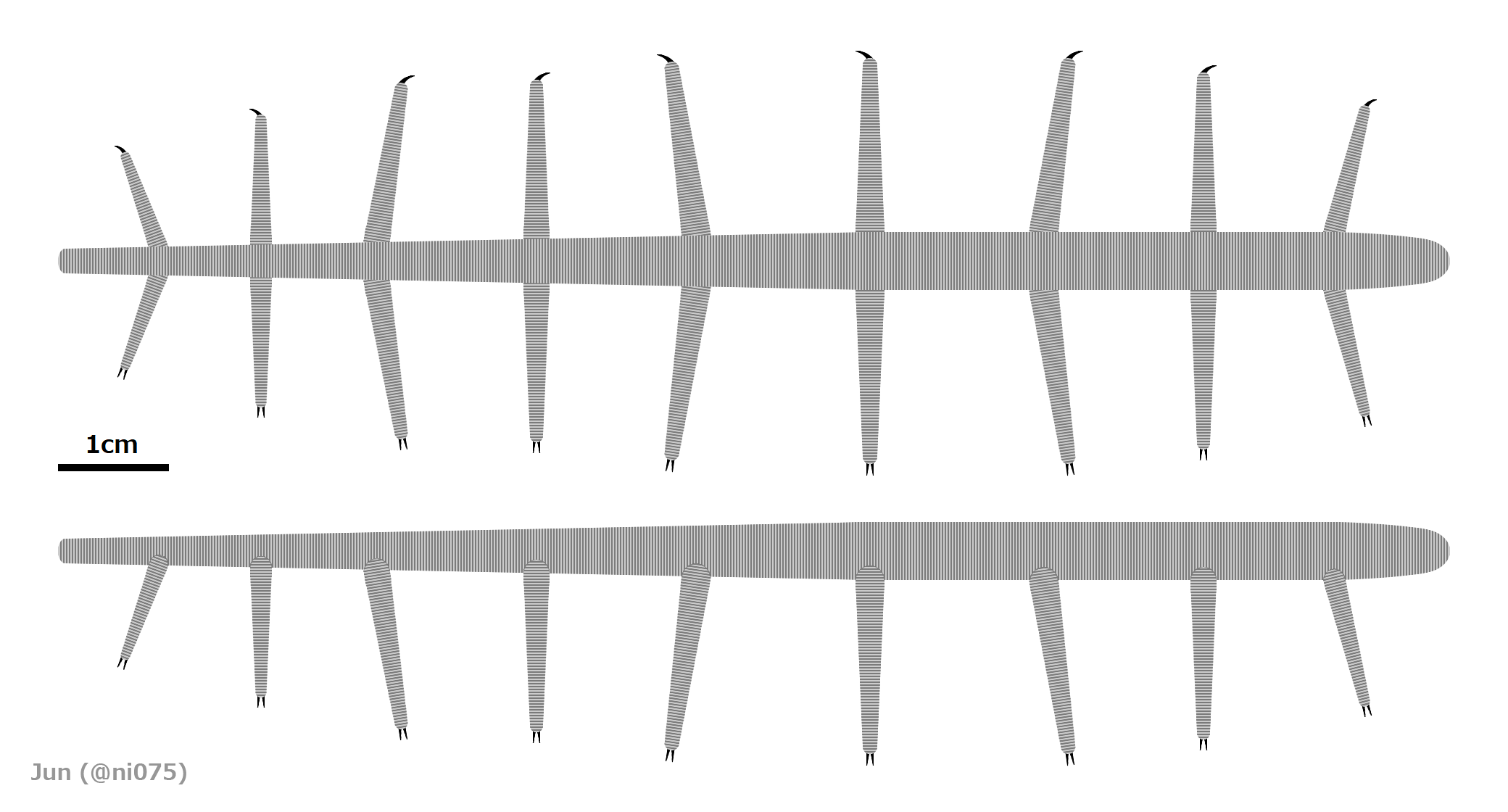
パウキポディアの全身復元図（頭部は左側に向く、上：背面、下：側面）

目立った突起物や甲皮が一切なく、「蠕虫状の体に脚が生えただけ」と形容されるほど単調な姿が特徴的な葉足動物である。葉足動物にしては大型で、最大の全身標本（RCCBYU 10184）は体長10.69cmで横幅0.43cm、それを上回る12.5cm程度の個体由来と思われる横幅0.52cmの断片標本も知られている。
全身の表皮は細かな環形の筋（annulations）に分かれている。頭部は単純な円柱状で眼や付属肢（触角/前部付属肢）はなく、先頭の内部には硬質の歯でできた口器をもつとされるが、正確な形態ははっきりしない。それより後ろの胴部は長大で後方ほど幅広く、両腹側に9対の脚（葉足 lobopod）が並んでいる。脚は前方の1対が最も小さく、途中やや後方ほど最も長大だが、ほぼ同じ構造の繰り返しで、各脚の先端に1対の鉤爪をもつ。9対目の脚の直後は丸みを帯びた尾が突出し、肛門はその先端にある。
確定的な内部構造は単調な消化管と、その腹側から脚まで枝分かれた体腔の痕跡が知られている。化石標本 ELI-JSP001 の1つの脚の内部には、体腔に連結した細い爪らしき構造体が発見されており、これは収納された先端の鉤爪、もしくは何らかの別の構造体だと考えられる。Hou et al. 2004 では化石標本 RCCBYU 10187 に中枢神経系（脳と神経節）と思われる痕跡があると示されたが、その本質は疑わしく見受けられる。

## 生態
鉤爪のある多くの葉足動物に似て、パウキポディアもそれをもつことにより、歩行には不向きで、むしろ何らかの物を掴んで登るのに適したとされる。化石標本が同じ生息地のエルドニアと共に埋蔵されることが多いことにより、ヤツメウナギやヌタウナギのように、その生体もしくは遺骸にくっつけて餌にしたと考えられる。同じ生息地の葉足動物ミクロディクティオンも、同じ理由で似たような生態があったと推測される。しかし同時に、パウキポディアの消化管はしばしば堆積物由来の内容物に満たされるため、前述の肉だけでなく、時には堆積物の有機物も食べるという雑食性であったことも示唆される。

## 発見、復元と分類
多くの葉足動物と同様、汎節足動物におけるパウキポディアの系統的位置は不確実で、系統解析によっては一部の葉足動物と共に有爪動物（カギムシ）のステムグループ（絶滅した初期系統群）に含まれる、もしくはそこから独立した別系統（基盤的な汎節足動物）とされる。パウキポディアの単調な姿は、基盤的な汎節足動物の祖先形質を反映（原始的）、もしくは甲皮が二次的に退化した結果（派生的）と解釈される。
パウキポディアは Chen et al. 1995 で Maotianshan shale 由来の化石標本を基に最初に記載されたが、当時は6対の脚と体の太い端のみ発見されており、脚の総数は6対で少なく、太い端は頭部と解釈された。Chen et al. 2002 では海口由来の新たな化石標本が記載されたが、9対の脚をもつため、従来の模式種 Paucipodia inermis とは別の新種 Paucipodia haikouensis として区別された。Hou et al. 2004 ではパウキポディアに対して全面的な再検討を行われており、Chen et al. 1995 の6対の脚をもつ標本は頭部を欠けた不完全なもの、Chen et al. 2002 に P. haikouensis として区別された脚9対の標本は P. inermis の全身、Chen et al. 1995 に頭部と解釈された太い端は尾部、本当の頭部は全身標本の細い端に当たると示された。Liu & Dunlop 2013 は Hou et al. 2004 の見解を否定し、Chen et al. 2002 の2種説を支持していたが、1種説の方がそれ以降の文献記載に広く認められる。